# 隐脉楼梯草
隐脉楼梯草（学名：Elatostema obscurinerve）为荨麻科楼梯草属的植物，是中国的特有植物。分布在中国大陆的广西等地，常生长在山地石边阴处，目前尚未由人工引种栽培。